# Celebridade da internet

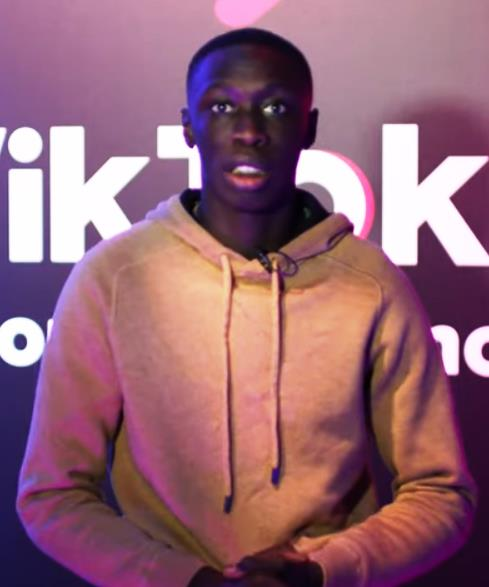
O tiktoker Khaby Lame é um dos maiores influenciadores do mundo.

As celebridades da internet, também conhecidas como influenciadores de mídia social ou influenciadores digitais, são celebridades que adquiriram ou desenvolveram sua fama e participação por meio da internet. O surgimento das mídias sociais ajudou a aumentar seu alcance para um público global. Celebridades da internet podem ser recrutadas por empresas para um marketing influente, a fim de anunciar produtos para seus fãs e seguidores em sua plataforma. As celebridades da internet costumam servir como professores de estilo de vida que promovem certos estilos de vida ou atitudes. Nessa função, eles podem ser importantes influenciadores ou multiplicadores de tendências de gênero, incluindo moda, beleza, tecnologia, videogames, política e entretenimento.
Um influenciador digital ou influenciador de mídia social é um indivíduo que utiliza uma rede social para expressar análises e influenciar a opinião de outros indivíduos, através de publicações em texto ou vídeo online e que são seguidos por um determinado público.
O influenciador originado na internet às vezes não se restringe a apenas uma rede social, mas a união delas faz com que alcance uma audiência maior. O surgimento desses novos formadores de opinião digitais também causa uma mudança comportamental e de mentalidade nos seus seguidores, que tendem a ser facilmente influenciados.
Alguns influenciadores estão associados a aplicações específicas das redes sociais, como os influenciadores do TikTok, os influenciadores do Instagram, ou os influenciadores do Pinterest, e muitos são também considerados celebridades da Internet. A partir de 2023, o Instagram é a plataforma de redes sociais em que as empresas gastam mais dinheiro em publicidade para fazer marketing com influenciadores. No entanto, os influenciadores podem exercer a sua influência em qualquer tipo de rede de redes sociais.

## Influenciadores virtuais

Lu do Magalu

Influenciadores virtuais são personagens criadas por artistas 3D e postas em aparentes situações de vida real, como desfiles de moda, concertos, destinos turísticos, entre outros, por meio de manipulação digital. Embora não correspondendo a utilizadores reais (pessoas físicas), não são considerados "influenciadores falsos", na medida em que não são bots automáticos nem são desenvolvidos com o intuito de gerar interações falsas ou deturpar os resultados das plataformas em que estão presentes.
Estes influenciadores são habitualmente criados como modelos, cantores e outras celebridades, e os seus criadores escrevem as narrativas das suas vidas, interagem com outros perfis em seu lugar e, inclusive, respondem a entrevistas no lugar das suas personagens. Lil Miquela é um caso de influenciadora virtual, cantora e modelo brasileira-americana que, com mais de 1.2 milhões de seguidores no Instagram, já protagonizou campanhas publicitárias para marcas como Gucci, Prada e Vans.
A Lu do Magalu é um dos maiores casos de sucesso no uso de influenciadores virtuais, mesmo tendo o Magazine Luiza foco apenas no mercado Brasileiro, a Lu conseguiu se tornar uma das influenciadoras digitais virtuais com maior número de seguidores no mundo acumulando mais de 24 milhões de seguidores em plataformas digitais (Twitter, Instagram, Facebook, YouTube e  TikTok). A influenciadora participa ativamente de atividades promocionais do Magalu com a publicação de vídeos de unboxing, avaliações de produtos e dicas de softwares e aplicativos. Em 2020, ela foi contratada para estrelar uma campanha de marketing da Adidas e foi a primeira personalidade brasileira, além dos atletas patrocinados pela Red Bull, a ser retratada nos cartoons da marca.
Outros influenciadores virtuais amplamente conhecidos são Shudu Gram, Blawko e Bermuda.

### Microinfluenciadores
Microinfluenciadores são perfis menores com até 100 mil seguidores, vistos como pequenos quando comparados aos macro. São mais nichados e são uma opção para as marcas alcançarem resultados qualitativos com um custo menor.

### Nanoinfluenciadores
São perfis com um número bem menor de seguidores. No entanto, como diferencial, permitem parcerias mais humanizadas e econômicas. Além disso, podem influenciar um círculo restrito e qualificado de consumidores potenciais, pois interagem com pessoas muito próximas.